# Brandon Ingram
Brandon Xavier Ingram (nascut el 2 de setembre de 1997) és un jugador professional de basquetbol estatunidenc dels Toronto Raptors de la National Basketball Association (NBA). Va ser seleccionat pels Los Angeles Lakers amb la segona elecció global al 2016 NBA draft, i va ser nomenat al NBA All-Rookie Second Team. Va ser traspassat als New Orleans Pelicans i es va convertir en NBA All-Star per primera vegada i va ser nomenat NBA Most Improved Player el 2020 durant la seva primera temporada amb els Pelicans.
Ingram va tenir una reeixida carrera a l'institut a North Carolina, on va guanyar títols estatals cada un dels seus quatre anys, i va ser nomenat Mr. Basketball de North Carolina. Va jugar una temporada de basquetbol universitari pels Duke Blue Devils, on va ser nomenat Rookie de l'Any de la Atlantic Coast Conference. Després de la temporada, Ingram va decidir renunciar a la seva elegibilitat universitària restant i es va declarar per al draft de la NBA. Va jugar tres temporades amb els Lakers abans de ser traspassat a Nova Orleans el 2019 en un paquet per l'All-Star Anthony Davis.

## Primers anys
Ingram va néixer el 2 de setembre de 1997 a Kinston, North Carolina. És fill de Donald i Joann Ingram. Té dos germanastres, un germà gran, Donovan, i una germana gran, Brittany. Comparteix pare amb Donovan i mare amb Brittany. El pare d'Ingram va començar la seva carrera com a agent de policia i gestor d'un gimnàs local, però ara treballa a temps complet a una planta de soldadura, on fabrica carretlles elevadores. Abans d'això, Donald era una futura estrella del bàsquet, obrint-se camí a través de les lligues semiprofessionals. Quan va tornar a casa a Kinston, el seu pare va començar a jugar partides improvisades amb un jove Jerry Stackhouse, que volia jugar localment contra jugadors més grans i experimentats per ajudar-lo a millorar el seu joc. Stackhouse, una exestrella de la NBA i natiu de Kinston, va forjar una amistat amb el pare d'Ingram a la pista.
Mentre Ingram va créixer en una casa d'un pis al carrer Highland Avenue a Kinston, el seu germà Donovan va créixer en una casa diferent, però passava els caps de setmana amb Brandon, ensenyant-li bàsquet. Kinston tenia una taxa de criminalitat extremadament alta, però Ingram es va mantenir concentrat en el bàsquet. Abans que Ingram fos un adolescent, el seu germà li va permetre jugar amb ell i els seus amics majors. Va descriure aquesta experiència com "el millor que mai li ha passat al meu joc". El seu germà, conegut com a Bo, va jugar basquetbol universitari per South Plains College (2008–2010) i UT Arlington (2010–2012). Quan Brandon va arribar a vuitè grau, Stackhouse es va convertir en l'entrenador Amateur Athletic Union (AAU) d'Ingram i va ser mentor del jove jugador de bàsquet. Aquelles influències "em van portar al següent nivell", va dir Ingram, la base del qual com a jugador va venir del seu pare. El seu pare era àrbitre d'institut i universitari que va dir que Brandon "va ser entrenat correctament, tant mentalment com físicament. Va créixer coneixent les regles del joc". Ingram va jugar els quatre anys de la seva carrera de bàsquet a l'institut a Kinston High School i va ajudar a liderar Kinston a quatre campionats estatals consecutius durant el seu temps allà.

## Carrera a l'institut
Durant el seu primer any a Kinston, va sortir de la banqueta a l'equip de bàsquet universitari, però al llarg del camí el seu rol va créixer. En el seu primer any amb els Kinston Vikings, l'equip va derrotar Cuthbertson High School per tres punts per guanyar el campionat estatal de bàsquet masculí 2-A de 2012 a Reynolds Coliseum. Com a sophomore, Kinston va derrotar Cuthbertson per segon any consecutiu per guanyar el títol estatal i Ingram va tenir una mitjana de 12,4 punts per partit (ppg), 3,9 rebots per partit (rpg) i 1,5 assistències per partit (apg). Abans de l'inici de l'any júnior d'Ingram, va començar a mostrar millores durant l'estiu de 2013 mentre jugava a bàsquet AAU. Després de brillar per a l'equip Stackhouse Elite, el júnior de 6-peu-7-polzada (2.01 m) va entrar a l'any amb grans expectatives i va rebre molta atenció dels entrenadors universitaris que es van alinear per reclutar Ingram a una escola de la Divisió I.

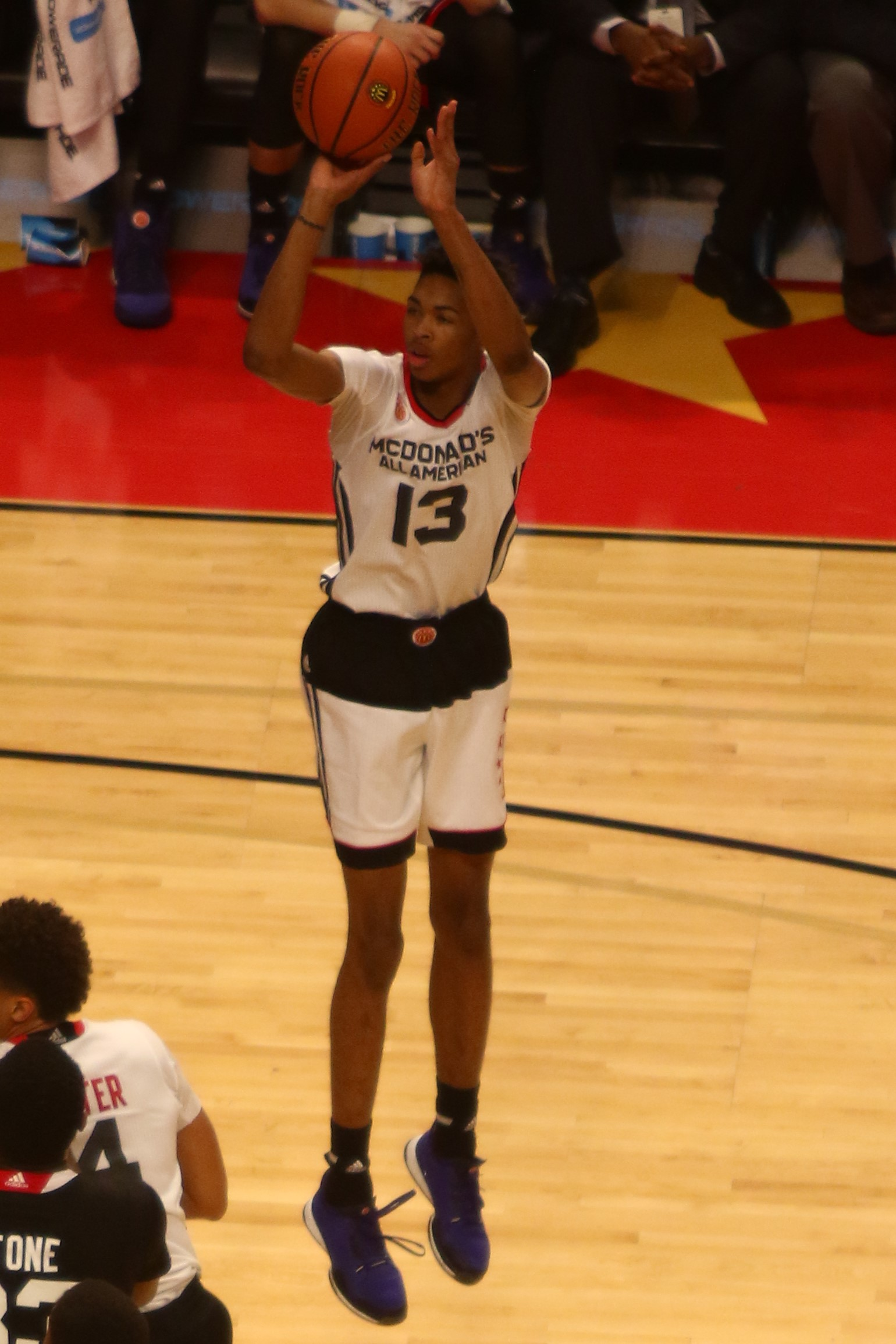
Ingram al 2015 McDonald's All-American Game

En el seu any júnior, Ingram va liderar els Kinston Vikings al seu tercer títol estatal consecutiu, on va marcar 28 punts juntament amb els seus 16 rebots contra North Rowan. Durant la temporada, els Vikings van quedar invictes a la seva conferència amb un rècord general de 26–4 mentre Ingram tenia una mitjana de 19,5 punts, 9,1 rebots, 2,5 bloqueigs i 1,5 assistències per partit i va ser nomenat Jugador més valuós (MVP) de la Regió Est. Durant la primavera de 2014, Ingram va representar el Stackhouse Elite per al Norman Parker Showcase a la Suwanee Sports Academy, on va obtenir els honors de MVP després de liderar l'equip al campionat. Va tenir una mitjana de 17,9 punts per partit i 5,3 rebots cada partit i va tirar millor que el 81 per cent des de la línia de tirs lliures durant el circuit Adidas Uprising. Després que el seu any júnior acabés, Ingram va participar al NBPA Top 100 Camp el 19 de juny de 2014 a John Paul Jones Arena a Charlottesville, Virginia. Més tard aquell estiu, en lloc de jugar a un torneig AAU a la zona d'Atlanta, va decidir competir amb el seu equip d'institut a l'East Coast Invitational (ECI) anual, un esdeveniment fora de temporada al seu estat natal.
Com a sènior, va tenir una mitjana de 24,3 punts i 10,4 rebots per partit i va liderar els Vikings a un rècord de 26–4. A la Spalding Hoophall Classic, Kinston va aconseguir una remuntada al quart quart derrotant Trenton Catholic Academy (56–54) darrere dels 22 punts d'Ingram. En el seu últim partit de bàsquet a l'institut, va ser nomenat MVP del partit del campionat estatal després de marcar 28 punts amb 10 rebots i 5 bloqueigs en una victòria sobre East Lincoln High School al Dean E. Smith Center. Això va convertir Ingram en el primer jugador de bàsquet masculí a guanyar 4 campionats consecutius de la North Carolina High School Athletic Association (NCHSAA). Els Vikings també es van convertir en la primera escola de la Classe 2A a la història de Carolina del Nord a guanyar quatre títols estatals consecutius. Després de la seva temporada sènior, Ingram va participar al 2015 McDonald's All-American Game, on va marcar 15 punts i va tenir cinc rebots.
Ingram va ser classificat com un recrut de cinc estrelles i va ser considerat entre els millors aspirants de l'institut de la classe del 2015. Va ser classificat com el recrut número 3 en general per ESPN i Scout, així com el número 4 en general per Rivals. Va ser nomenat Mr. Basketball de Carolina del Nord i Jugador de l'Any per la North Carolina Basketball Coaches Association (NCBCA). També va formar part de l'equip Parade All-American, a la seva temporada sènior, unint-se al seu company de Duke Luke Kennard. A la seva temporada sènior, també va ser nomenat al North Carolina Basketball Coaches Association All-District First Team. El 27 d'abril de 2015, va anunciar que assistiria a la Duke University i jugaria pels Blue Devils a la temporada 2015–16. Ingram va dir que "probablement" s'hauria compromès amb la North Carolina al novembre si els Tar Heels no estiguessin involucrats en un "escàndol acadèmic de gran abast".

## Carrera universitària
Ingram va debutar a Duke, on va anotar 15 punts amb 5 de 16 tirs contra Siena. En el segon partit, va anotar 21 punts per ajudar Duke a derrotar Bryant al 2K Sports Classic. Els Blue Devils van començar la temporada classificats cinzens a nivell nacional entrant al Champions Classic, un esdeveniment que enfronta quatre dels millors programes del país entre si, abans de rebre la seva primera derrota de la temporada contra Kentucky el 17 de novembre de 2015. El mateix dia, Ingram es va convertir en un dels set estudiants de primer any nomenats a la llista de previsió de 50 jugadors del Wooden Award. Duke es va recuperar ràpidament derrotant Georgetown la setmana següent al campionat 2K Sports Classic a Madison Square Garden el 22 de novembre. La mateixa setmana, Ingram va sortir des de la banqueta per segona vegada després de ser retirat de la línia inicial de Duke per al seu partit contra Yale, anotant 15 punts. Al partit següent, va tornar a la línia inicial i va ajudar Duke a començar la temporada amb un rècord de 9–1, que incloïa una ratxa de set victòries, abans de caure davant Utah en la pròrroga. Durant una ratxa de cinc partits al desembre, Ingram va tenir una mitjana de 21,2 punts i 8,8 rebots mentre jugava com a aler pivot per la lesió d'Amile Jefferson. Després d'anotar 24 punts i 6 rebots en una victòria sobre Indiana al ACC-Big Ten Challenge el 2 de desembre, Ingram va anotar 23 punts per liderar Duke sobre Buffalo. Pel seu esforç, va rebre el seu primer premi ACC Rookie of the Week.
El 12 de desembre de 2015, Ingram va anotar un màxim de la seva carrera de 26 punts i va aconseguir 14 rebots en una victòria a casa sobre Georgia Southern, i va bloquejar un màxim de la seva carrera de 6 tirs en una victòria a casa sobre Virginia Tech al gener de 2016. El mateix mes, va anotar 25 punts i va tenir 9 rebots en una victòria a Boston College en el seu debut a l'ACC. Després de ser votat com a Freshman de la Setmana a nivell nacional i Rookie de la Setmana de l'ACC dues vegades al mes de gener, Ingram va ajudar Duke a trencar una ratxa de tres derrotes anotant 25 punts juntament amb 7 rebots contra NC State. Al febrer de 2016, va ser votat com a Rookie de la Setmana de l'ACC per quarta vegada després de tenir una mitjana de 21,5 punts, 8,5 rebots i 2,5 assistències a la setmana, ja que Duke va derrotar al número tretze Louisville i al número set Virginia per allargar la seva ratxa de victòries a quatre partits. El mateix mes, Ingram va ser nomenat a la llista de previsió de mitja temporada de 35 jugadors per al premi Naismith College Player of the Year. En un partit fora de casa contra el cinquè cap de sèrie i rival North Carolina, Ingram va anotar 20 punts i va aconseguir 10 rebots per donar a Duke una victòria per un punt sobre els Tar Heels el 17 de febrer.
Com a cinquè cap de sèrie al torneig ACC, Duke va derrotar NC State a la segona ronda però va perdre contra Notre Dame als quarts de final. Al torneig NCAA de 2016, Duke va rebre un quart cap de sèrie i va guanyar el seu enfrontament de la primera ronda contra UNC Wilmington. Després de derrotar Yale a la segona ronda, Duke va ser derrotat al Sweet 16 per Oregon malgrat els 24 punts d'Ingram. En 36 partits amb Duke el 2015-16, Ingram va tenir una mitjana de 17,3 punts, 6,8 rebots i 2,0 assistències en 34,6 minuts per partit, mentre que va tirar amb un 44,2% des del camp, un 41,0% des de la línia de tres punts i un 68,2% des de la línia de tirs lliures. Va acabar el torneig amb una mitjana de 23,0 punts juntament amb 6,3 rebots i 2,7 assistències en els tres partits. Posteriorment, va obtenir els honors de Rookie de l'Any de l'ACC i la menció honorífica AP All-American. Ingram va tenir una de les millors temporades de la història per a un jugador jove a Duke, classificant-se entre els tres primers entre els líders de primer any de la universitat en anotació (tercer), triples (segon) i partits de 20 punts (empatat al segon lloc). El 4 d'abril de 2016, Ingram es va declarar per al 2016 NBA draft, renunciant als seus tres últims anys d'elegibilitat universitària.

## Trajectòria professional

### Los Angeles Lakers (2016–2019)
El 23 de juny de 2016, Ingram va ser seleccionat amb la segona elecció global al 2016 NBA draft pels Los Angeles Lakers. Amb només 18 anys en aquell moment, era el segon jugador més jove seleccionat al 2016. El 23 d'agost de 2016, va signar el seu contracte d'escala de novell amb els Lakers. Va debutar amb els Lakers en el seu partit inaugural de la temporada el 26 d'octubre de 2016, anotant nou punts des de la banqueta en una victòria de 120–114 sobre els Houston Rockets. El 23 de novembre, en la seva primera titularitat, Ingram va anotar un rècord personal de 16 punts en una derrota de 149–106 contra els Golden State Warriors. Va superar aquesta marca el 2 de desembre, anotant 17 punts en una derrota de 113–80 contra els Toronto Raptors. El 17 de desembre, va tenir nou punts, 10 rebots i nou assistències, acabant a només una assistència i un punt de convertir-se en el jugador més jove de la història de la NBA a registrar un triple-double en la derrota de Los Angeles de 119–108 contra els Cleveland Cavaliers. El 6 de gener de 2017, va tenir el seu segon partit de 17 punts de la temporada en una victòria de 127–100 sobre els Miami Heat. Dos dies després, va tenir un altre esforç de 17 punts en una victòria de 111–95 sobre els Orlando Magic. Durant el NBA All-Star Weekend, va participar al Rookie Challenge juntament amb el seu company d'equip D'Angelo Russell. Va arribar als 20 punts per primera vegada a la seva carrera el 26 de febrer, anotant 22 punts en una derrota de 119–98 contra els San Antonio Spurs. Al final de la temporada, va ser nomenat a l'NBA All-Rookie Second Team.
Durant el seu únic partit a la Summer League, Ingram va anotar 26 punts al primer partit i, segons el Los Angeles Times, "va tenir un debut fabulós aquest estiu [...] i va superar a tots els altres jugadors a la pista". El 20 d'octubre de 2017, va anotar un rècord personal de 25 punts en una victòria de 132–130 sobre els Phoenix Suns. El 15 de novembre de 2017, va anotar 26 punts juntament amb un màxim de la seva carrera de 11 rebots en una derrota de 115–109 contra els Philadelphia 76ers. El 29 de novembre, va anotar un rècord personal de 32 punts en una derrota per pròrroga de 127–123 contra els Golden State Warriors. El 7 de desembre, va anotar 21 punts, incloent el triple guanyador amb 0,8 segons restants, liderant els Lakers a una victòria de 107–104 sobre els 76ers per acabar una ratxa de cinc derrotes. El 5 de gener de 2018, va tenir 22 punts i un màxim de la seva carrera de 14 rebots en una derrota de 108–94 contra els Charlotte Hornets. Pel segon any, va participar al Rising Stars Challenge durant el NBA All-Star Weekend per l'equip dels Estats Units. L'1 de març, Ingram va patir una distensió a l'engonal que li va causar perdre 12 partits seguits. Va tornar el 30 de març contra els Milwaukee Bucks però va patir una contusió muscular al coll durant el partit i va ser col·locat al protocol de concussions de la NBA, fent que es perdés la resta de la temporada.
Ingram va rebre una suspensió de quatre partits a principis de la temporada 2018-19 per la seva participació en una baralla a la pista contra els Houston Rockets el 20 d'octubre. Va perdre set partits al desembre amb un esquinç al turmell esquerre. El 17 de gener de 2019, va tenir un màxim de la seva carrera de 11 assistències en una victòria per pròrroga de 138–128 sobre els Oklahoma City Thunder. El 29 de gener, va anotar un màxim de la seva carrera de 36 punts en una derrota de 121–105 contra els Philadelphia 76ers. El 9 de març, Ingram va ser descartat per la resta de la temporada a causa d'una deep vein thrombosis al braç.

### New Orleans Pelicans (2019–2025)
El 6 de juliol de 2019, els Lakers van traspassar Ingram, Lonzo Ball, Josh Hart, els drets de selecció de De'Andre Hunter, dues eleccions de primera ronda, un intercanvi d'eleccions de primera ronda i diners als New Orleans Pelicans per l'All-Star Anthony Davis. El 4 de novembre de 2019, Ingram va registrar un rècord personal fins aleshores anotant 40 punts en una derrota contra els Brooklyn Nets. El 16 de gener de 2020, va superar aquest rècord personal, anotant 49 punts en una victòria per pròrroga de 138–132 sobre els Utah Jazz. Ingram va donar a Nova Orleans una avantatge d'un punt amb un tir en palmell amb 0,2 segons restants en el temps reglamentari, abans que Rudy Gobert fos faltat i enviés el partit a la pròrroga amb un free throw. Es va convertir en un NBA All-Star en el seu primer any com a Pelican. Va ser nomenat el NBA Most Improved Player després de tenir una mitjana de 23,8 punts, 6,1 rebots i 4,2 assistències per partit. Després de convertir-se en agent lliure restringit a la temporada baixa de 2020, Ingram va tornar a signar pels Pelicans amb un contracte de cinc anys i 158 milions de dòlars. El seu contracte no té cap opció de jugador ni d'equip, preparant Ingram per convertir-se en free agent de nou a la temporada baixa de 2025.
El 3 de desembre de 2021, Ingram va registrar un màxim de la seva carrera de 12 assistències, juntament amb 24 punts i vuit rebots, en una victòria de 107–91 sobre els Dallas Mavericks. Dos dies després, va anotar un màxim de la temporada de 40 punts en una derrota de 118–108 contra els Houston Rockets. L'11 de gener de 2022, Ingram va registrar 33 punts a---
i nou assistències, i va encistellar un tir de tres punts decisiu per aixecar els Pelicans a una victòria de 128–125 sobre els Minnesota Timberwolves. El 19 d'abril, durant el segon partit de la primera ronda dels playoffs, Ingram va registrar 37 punts, 11 rebots i 9 assistències en una victòria de 125–114 sobre els Phoenix Suns. En el quart partit, el 24 d'abril, Ingram va aconseguir 30 punts en una victòria de 118–103 per igualar la sèrie a 2–2. Nova Orleans acabaria perdent contra Phoenix en sis partits malgrat que Ingram va tenir una mitjana de 27,0 punts, 6,2 rebots i 6,2 assistències. El 7 de juny, Ingram va ser operat del dit menut dret i va ser descartat durant 6 a 8 setmanes.
El 24 de març de 2023, Ingram va aconseguir el primer triple-doble de la seva carrera a la NBA amb 30 punts, 11 rebots i 10 assistències en la victòria dels Pelicans per 115–96 sobre els Charlotte Hornets. El 30 de març, Ingram va aconseguir un triple-doble amb 31 punts, 11 rebots i 10 assistències en una victòria de 107–88 sobre els Denver Nuggets. Es va unir a Chris Paul com els únics jugadors amb múltiples partits amb almenys 30 punts, 10 rebots i 10 assistències a la història dels Pelicans. El 9 d'abril, en l'últim partit de la temporada 2022–23, Ingram va registrar les xifres més altes de la temporada amb 42 punts i 12 rebots juntament amb 7 assistències en una derrota de 113–108 contra els Minnesota Timberwolves.
El 6 de febrer de 2024, Ingram va aconseguir 41 punts, nou rebots i sis assistències en una victòria de 138–100 sobre els Toronto Raptors. Es va convertir en el primer jugador de la història de la NBA a aconseguir almenys 40 punts, vuit o més triples anotats i llançar amb almenys un 75% des del camp, sense cometre cap pèrdua de pilota.
L'8 de desembre de 2024, Ingram va patir un esquinç al turmell esquerre en una derrota de 119–109 davant els Oklahoma City Thunder, que seria el seu últim partit jugat pels Pelicans.

### Toronto Raptors (2025–present)
El 6 de febrer de 2025, Ingram va ser traspassat als Toronto Raptors a canvi de l'escorta-aler Bruce Brown, el pivot Kelly Olynyk, una elecció de primera ronda del draft de 2026 (via Indiana) i una elecció de segona ronda del draft de 2031. El 12 de febrer, va signar una extensió de contracte de 3 anys i 120 milions de dòlars amb l'equip. El 9 d'abril, abans de poder jugar mai per a la franquícia, va ser oficialment descartat per a la temporada després d'una injecció de PRP al seu turmell per ajudar en la seva recuperació.

## Trajectòria amb la selecció nacional
Ingram va ser seleccionat per a l'equip U.S. select team de 2016, que va entrenar amb l'equip de bàsquet olímpic dels EUA de 2016. També va ser membre de l'equip nacional dels Estats Units que va competir a la Copa del Món FIBA de bàsquet de 2023, acabant quart en la classificació general.

## Perfil del jugador

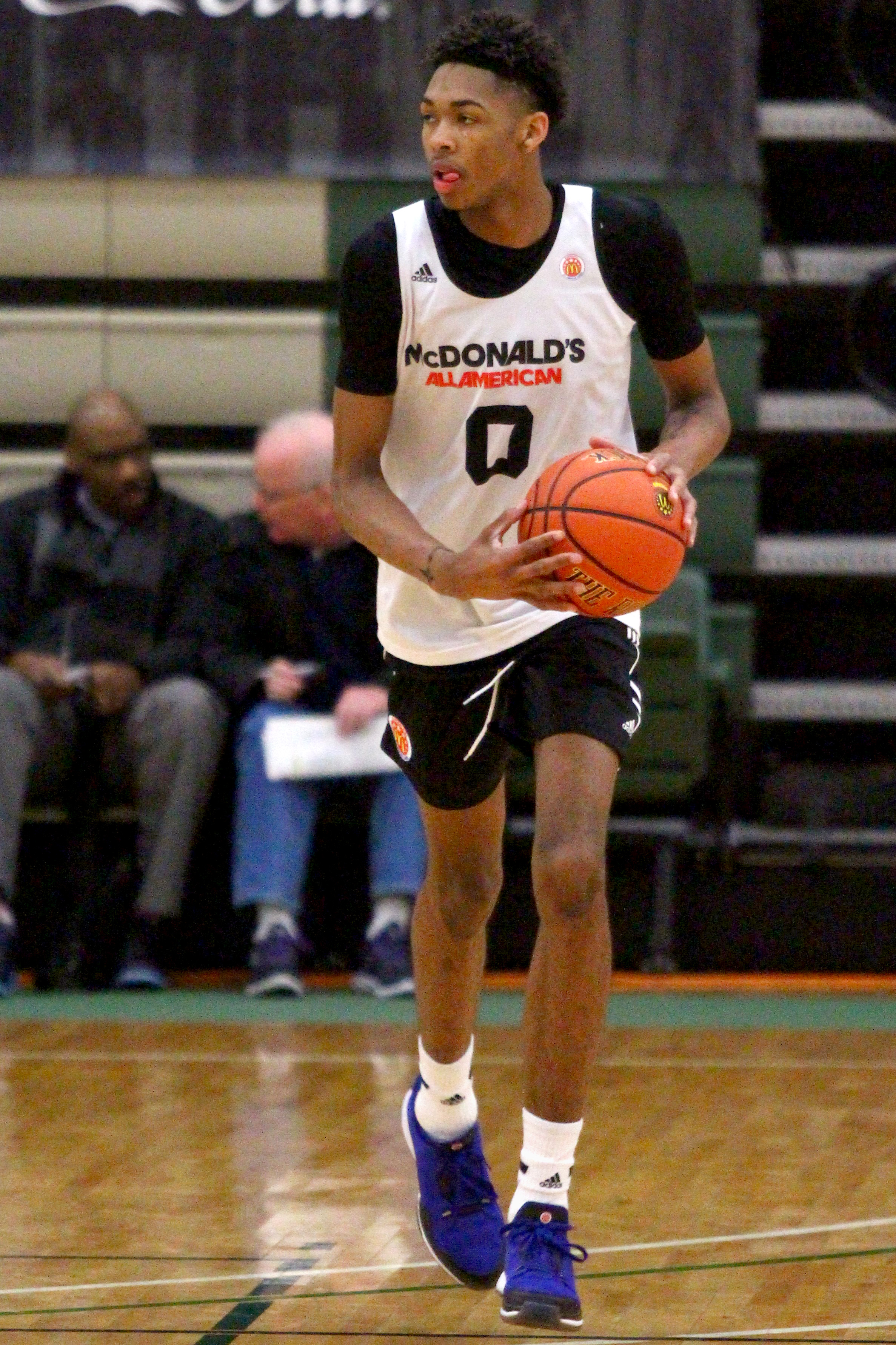
Ingram durant un entrenament tancat del McDonald's All-American Game de 2015

Amb una alçada de 6 peus 8 polzades (2.03 m) i un pes de 196 lliures (89 kg), Ingram juga principalment a la posició d'small forward. Els seus braços llargs, que s'estenen fins a una envergadura de 7-peu-3-polzada (2.21 m) i un abast en posició vertical de 9-peu-1-polzada (2.77 m), li permeten llançar per sobre dels defensors i bloquejar tirs en defensa. Ingram ha rebut freqüents comparacions amb Kevin Durant, seguint el qual va modelar el seu estil de joc revelant: "Intento treure parts del joc de [Durant] i posar-ho al meu joc [però] al final del dia, ell és Kevin Durant, i jo sóc Brandon Ingram". Com Durant, Ingram ha estat criticat per la seva estructura esvelta; tanmateix, un entrenador de la Conferència Oest va afirmar que Ingram "està feble ara mateix. No és tou, de cap manera". Després d'un entrenament de l'equip dels EUA, Durant va dir als periodistes que Ingram és "la primera persona que he pogut... mirar-lo i sentir que em miro al mirall". En la seva temporada de debut, Ingram va ser utilitzat com a point forward per l'entrenador Luke Walton, qui va afirmar que "ajuda a involucrar [Ingram] al joc".

## Fora de la pista
Creixent, una de les coses favorites d'Ingram de nen era pescar amb la seva àvia a Atlantic Beach. Ingram va signar amb Excel Sports Management i està representat pel fundador i president d'Excel, Jeff Schwartz. El 2016, va optar per signar un contracte d'apropiament amb Adidas Basketball i va fer una aparició en un anunci de Speed Stick juntament amb el base dels Minnesota Timberwolves d'aleshores, Kris Dunn. A principis de 2017, es va associar amb l'artista de carrer de Los Angeles Jonas Never per a la campanya "Beyond the Court" de Delta, que va veure Ingram i el seu company dels Lakers d'aleshores, Jordan Clarkson, explorar les seves passions fora del bàsquet. Mentre Clarkson és un aspirant a fashion designer, la passió d'Ingram per les arts visuals va començar amb ell dibuixant jugadors de bàsquet i personatges de dibuixos animats, que va ser impulsat per prendre una classe de dibuix de retrats a Duke.

## Estadístiques de la seva carrera a la NBA

### NBA

#### Temporada regular
| Any      | Equip        | PJ  | PT  | Min  | %TC  | %T3  | %TL  | RPP | APP | ROB | TPP | PPP  |
| -------- | ------------ | --- | --- | ---- | ---- | ---- | ---- | --- | --- | --- | --- | ---- |
| 2016-17  | L.A. Lakers  | 79  | 40  | 28.9 | .402 | .294 | .621 | 4.0 | 2.1 | .6  | .4  | 9.4  |
| 2017-18  | L.A. Lakers  | 59  | 59  | 33.5 | .470 | .390 | .681 | 5.3 | 3.9 | .8  | .7  | 16.1 |
| 2018-19  | L.A. Lakers  | 52  | 52  | 33.9 | .497 | .330 | .675 | 5.1 | 3.0 | .5  | .6  | 18.3 |
| 2019-20  | Nova Orleans | 62  | 62  | 33.9 | .463 | .391 | .851 | 6.1 | 4.2 | 1.0 | .6  | 23.8 |
| 2020-21  | Nova Orleans | 61  | 61  | 34.3 | .466 | .381 | .878 | 4.9 | 4.9 | .7  | .6  | 23.8 |
| 2021-22  | Nova Orleans | 55  | 55  | 34.0 | .461 | .327 | .826 | 5.8 | 5.6 | .6  | .5  | 22.7 |
| 2022-23  | Nova Orleans | 45  | 45  | 34.2 | .484 | .390 | .882 | 5.5 | 5.8 | .7  | .4  | 24.7 |
| 2023-24  | Nova Orleans | 64  | 64  | 32.9 | .492 | .355 | .801 | 5.1 | 5.7 | .8  | .6  | 20.8 |
| 2024-25  | Nova Orleans | 18  | 18  | 33.1 | .465 | .374 | .855 | 5.6 | 5.2 | .9  | .6  | 22.2 |
| Carrera  | Carrera      | 495 | 456 | 33.0 | .468 | .363 | .788 | 5.2 | 4.3 | .7  | .6  | 19.5 |
| All-Star | All-Star     | 1   | 0   | 8.6  | .250 | .000 | —    | 1.0 | 1.0 | 1.0 | .0  | 2.0  |

#### Playoffs
| Any     | Equip        | PJ | PT | Min  | %TC  | %T3  | %TL  | RPP | APP | ROB | TPP | PPP  |
| ------- | ------------ | -- | -- | ---- | ---- | ---- | ---- | --- | --- | --- | --- | ---- |
| 2022    | Nova Orleans | 6  | 6  | 39.3 | .475 | .407 | .830 | 6.2 | 6.2 | .7  | .3  | 27.0 |
| 2024    | Nova Orleans | 4  | 4  | 36.4 | .345 | .250 | .895 | 4.5 | 3.3 | 1.0 | 1.3 | 14.3 |
| Carrera | Carrera      | 10 | 10 | 38.1 | .434 | .371 | .848 | 5.5 | 5.0 | .8  | .7  | 21.9 |

### Universitari
| Any     | Equip | PJ | PT | Min  | %TC  | %T3  | %TL  | RPP | APP | ROB | TPP | PPP  |
| ------- | ----- | -- | -- | ---- | ---- | ---- | ---- | --- | --- | --- | --- | ---- |
| 2015–16 | Duke  | 36 | 34 | 34.6 | .442 | .410 | .682 | 6.8 | 2.0 | 1.1 | 1.4 | 17.3 |

## Premis i honors
NBA
- NBA All-Star (2020)
- NBA Most Improved Player (2020)
- 2× Rookie Challenge (2017, 2018)
- NBA All-Rookie Second Team (2017)

Universitari
- Associated Press Menció honorífica (2016)
- Rookie de l'any de l'ACC (2016)

Institut
- 4× Campió de la NCHSAA (2012, 2013, 2014, 2015)
- North Carolina Mr. Basketball (2015)
- McDonald's All-American (2015)
- Primer equip Parade All-American (2015)
- Nike Hoop Summit (2015)